# Jan Hendrik van Borssum Buisman
Jan Hendrik van Borssum Buisman (Haarlem, 1919. március 19. – Haarlem, 2012. február 23.) holland festő.

## Életútja
Apja, Hendrik van Borssum Buisman szintén neves festő volt. A haarlemi Fundatiehuisban született, abban az időszakban, amikor apja a Teylers Múzeum kurátora volt. A második világháborúban a Zwitserse weg titkosügynöke volt, s elismerésként megkapta az Oranje-Nassau-rend lovagkeresztjét (Ridder in de Orde van Oranje-Nassau) valamint az Ellenállás emlékkeresztjét (Verzetsherdenkingkruis) és a francia ellenállóknak adományozott Croix du combattant volontaire de la Résistance nagykeresztet. Öccsét,  Garreltet a Vilmos-renddel tüntették ki háborús tevékenysége elismeréseként. A háború után (1945 és 1946 között) Lippe–biesterfeldi Bernát holland herceg, I. Julianna királynő férjének szolgálatában állt. Ezt követően visszaköltözött Haarlembe, ahol a helyi festő egyesület, a Kunst zij ons doel tagja lett. 1952-ben a Teylers Múzeum ügyintézője lett, akárcsak apja volt egykoron.  1972-ben a művészeti gyűjtemény alkurátorává nevezték ki. Nyugdíjba vonulásáig a Fundatiehuisban élt, majd a szomszédos házba költözött át. Műhelyét a régi csillagászati laboratóriumban rendezte be.